# Parcha-Khaladzh
Parcha-Khaladzh är en ort i Azerbajdzjan.   Den ligger i distriktet Saljan, i den sydöstra delen av landet, 110 km sydväst om huvudstaden Baku. Antalet invånare är 1 440.
Terrängen runt Parcha-Khaladzh är mycket platt. Närmaste större samhälle är Salyan, 13,4 km söder om Parcha-Khaladzh.
Omgivningarna runt Parcha-Khaladzh är i huvudsak ett öppet busklandskap. Runt Parcha-Khaladzh är det ganska tätbefolkat, med 52 invånare per kvadratkilometer.